# Frontopsylla protera
Frontopsylla protera är en loppart som beskrevs av Wagner 1933. Frontopsylla protera ingår i släktet Frontopsylla och familjen smågnagarloppor. Inga underarter finns listade i Catalogue of Life.